# Budapest rendvédelmének története
Budapest rendvédelmének története a Budapest fővárosi rendőrség történelmét, illetve a megalakulását megelőző időszak, illetőleg a budai, az óbudai és a pesti rendőrség történetét foglalja magában.

## Központosítási törekvések
Az osztrák központosítási elképzelések jelei már előbukkantak Mária Terézia uralkodásának derekén, de különösen 1765 őszétől, amikor II. József társuralkodóvá vált. Az első állami rendőrség Magyarországon a jozefinizmus rendőrsége volt, alapvetően titkosrendőrségi tevékenységgel. Pest és Buda rendőri szempontból egyaránt központi településnek számított mind a felvilágosult abszolutizmusban, mind a neoabszolutizmus időszakában.
A fővárosi rendőrség államosítása a magyar központosítási törekvések eredményes megvalósításának a szülötte. Az első, ideiglenes államosítási kísérlet az 1848/1849-es szabadságharc idejére esett, Buda, Pest és Óbuda egyesítésével egyidejűleg, azonban a tényleges végrehajtásra már nem volt lehetőség.

## Államosítás, vitatott időponttal
A fővárosi rendőrség államosítása a magyar rendőrség fejlődésének egyik legjelentősebb jelzőköveként, szervesen illeszkedett a közigazgatás átszervezési – hosszan tartó reform – folyamatába. A végrehajtás időpontja vitatott, mivel az államosítás kimondását nyolc évvel később követte a szervezetről szóló törvényi szabályozás. Az álláspontok többsége az 1873-as esztendőt erősíti.
„A rendőrségnek mostani modern szervezete is oly régi már, hogy megünnepelhetik újjáalkotásának huszonötödik évfordulóját. 1881-ben hozták azt a törvénycikket, amelynek alapján Székesfővárosi Magyar Királyi Államrendőrség lett a budapesti rendőrségből.”
Tisza Miksa csak érintette a kérdést; „Budapest rohamos fejlődése maga után vonta, hogy az 1872. évi XXXVI. törvénycikk a budapesti rendőrség államosítását mondja ki s az állam ennek alapján a fővárosi rendőrséget 1873. december 15-én vette át saját kezelésébe.”
Borbély Zoltán és Kapy Rezső megfogalmazása szerint „Hatvan évvel ezelőtt történt meg a rendőrségnek az 1872. törvényben ígért végleges rendezése. Az 1881. XXI. törvénycikk a Budapest-fővárosi rendőrségről, ugyanis 1881. április 12-én került kihirdetésre az országgyűlés mindkét házában és július 1-jén lépett hatályba. Ezzel a törvénnyel lett igazán államrendőrség az állami kezelésbe vett fővárosi rendőrség.”
Kopasz Gábor a korábbi időpontot említi fel; „…a székesfővárosi rendőrséget még 1873-ban államosították, miután az 1872: XXXVI. tc. kimondta a budapesti fővárosi rendőrség államosítását.”
„De legjobban bizonyítja, hogy a budapesti állami rendőrség történeténél nem az 1881-es, hanem az 1873-as dátumot kell figyelembe venni, magának a rendőrségnek a felfogása, amikor, most huszonöt esztendeje, 1898-ban ünnepélyes és nyilvános formák között ülte meg a budapesti állami rendőrség negyedszázados jubileumát. 1898. december 15-én, a tényleges állami kezelésbevétel napjának fordulóján, a rendőrtestület vezető tisztviselői megjelentek Rudnay Béla főkapitány előtt és szép beszédben üdvözölték őt a negyedszázados évforduló alkalmából. Rudnay meleg hangú, tartalmas oratióban válaszolt, megemlékezvén az elődökről, mindazokról, akik az elmúlt 25 év alatt munkájukkal előmozdították a rendőrség fejlődését és az alapokat lerakták. Az akkori jubiláris ünnepségek emlékét hirdetik a főkapitányi fogadóteremben a volt főkapitányok arcképei, melyeket ebből az alkalomból festett meg az akkori rendőrség…”

## Az 1872:XXXVI. tc.
Az 1872. évi XXXVI. törvénycikk olyan karácsonyi ajándékot adott Magyarországnak, ami kiteljesedett csírája lett annak a gyöngyfüzérnek, amelyik a Duna partjai mentén felsorakozva, összekapcsolódva, a világ legszebb fővárosává vált.
Az 1. §. szerint, Buda és Pest szabad királyi fővárosok, valamint Óbuda mezőváros és Margitsziget, ez utóbbiak Pest vármegyéből kikebeleztetvén, Buda-Pest főváros név alatt egy törvényhatósággá egyesítettnek.
A rendőrségre a 20. és a 21. szakasz vonatkozott. Ezek rendelkezései kimondták a fővárosi rendőrség államosítását, változatlanul hagyva a törvényhatósági szabályalkotási jogot, a helyrendőri ügyekben. Rögzítette, ha a főváros egyesítéséig a rendőrségi törvény nem születik meg, a testület közvetlenül a belügyminiszter hatósága alá kerül.
A törvényalkotás vitája során egyetértés volt abban, hogy a rendőrség működése elégtelen és a kor követelményeinek megfelelő testületet kell szervezni. A végrehajtás egy éve alatt, számos tárgyalás folyt az érintettek között. Az átadást, végül a belügyminiszter 1873. december 8-án kelt sürgető leirata gyorsította meg. A főváros törvényhatósága 2 nap múlva döntött arról, hogy Pest városa után havi 27 000, Buda után havi 4 000, Óbuda után havi 530 forintot térít meg a kincstárnak, figyelemmel az előző évi költségekre. Ünnepélyesen kimondták a városi rendőrségek átadását, ami december 15-én fejeződött be. Az átvételt Jekelfalussy Lajos miniszteri biztos vezette.
Az állami kezelésbe vett rendőrség vezetőjévé a belügyminiszter Thaisz Eleket nevezte ki.

## Az 1881:XXI. tc.
A fővárosi rendőrséggel kapcsolatos központosítási törekvés következő hullámát, a szervezési törvény – 1881. évi XXI. törvénycikk – jelentette.
A törvény elfogadását megelőző parlamenti vitában megállapították, hogy a rendőrség ideiglenes és átmeneti állapota sürgős rendezést követel. Jobb, ha a fővárosnak törvény által szervezett rendőrsége van – még, ha hiányokkal is –, mint amikor minden szabályozást nélkülöz.
A nagy jelentőséggel bíró törvényt az április 11-ei szentesítést követően, április 12-én hirdették ki az országgyűlés mindkét házában. A 62. §. szerint, hatályba lépett 1881. július 1-jén.
A törvény rendelkezései szerint:Budapesten „fővárosi rendőrség” elnevezés alatt, egységes szervezettel rendőrség állíttatik fel, melyet saját közegei által az állam kezel, - melynek működési köre az 1872. évi XXXVI. törvénycikk alapján megalakult főváros összes bel- és külterületére terjed ki.
A fővárosi rendőrség feladata: működési területén a személy- és vagyon-biztonságot megóvni, a békét és közrendet fenntartani, a büntetőtörvények, a rendeletek és szabályrendeletek megszegését, a véletlenségből vagy bármily természetű mulasztásból eredhető veszélyeket és károkat lehetőleg megakadályozni, a megzavart rendet és békét helyreállítani, az ezek ellen vétőket kipuhatolni és megfenyítés végett az illetékes bíróságnak vagy hatóságnak feljelenteni, illetőleg átadni, általában a figyelő, megelőző és felfedező rendőrség feladatait a jelen törvény keretén belül teljesíteni.
Működésében a fővárosi rendőrség szolgálatra kész pártatlan eréllyel és emberszerető kímélettel köteles eljárni.
A fővárosi rendőrség közvetlenül a belügyminiszter alatt áll.
A fővárosi rendőri működés jogalapját képezik:
- a.)	a törvény;
- b.)	az egyes minisztériumok által kiadott rendeletek;
- c.)	a fővárosi törvényhatóságnak a belügyminiszter által jóváhagyott és általa a rendőrségnek kiadott szabályrendeletei.

A II. fejezet a fővárosi rendőrség szervezetét szabályozza. Ennek alapján gyakran nevezték a törvényt az államosított rendőrség szervezeti törvényének. Előírásai nem egy helyen rendkívüli szigorúságot tartalmazóak.
A fővárosi rendőrség a központi hivatalból (főkapitányság), s a fővárosi közigazgatási kerületeinek figyelembe vételével megfelelő számú rendőri kerületekből (kerületi kapitányságok) s esetleg rendőri kiküldöttségekből (expositura) áll. A főváros területén átfolyó Duna, esetleg külön rendőri kerületet képezhet.
A fővárosi rendőrség élén a főkapitány áll.
A fővárosi rendőrség polgári intézmény, melynek őrségi személyzete azonban belszervezetében szigorú katonai fegyelmi szabályok alatt áll. Működésében e személyzet a feljebbvalóktól nyert utasítások alapján közvetlen eljárásra jogosítva nincs, nemcsak a törvény, rendelet vagy szabályrendelet ellen elkövetett minden sértést, hanem általában tapasztalt szabályellenességet, hiányt vagy fogyatkozást, is, az illetékes hatóság értesítése végett, közvetlen feljebbvalójának azonnal feljelenteni tartozik.
A kiegyezés után, még mindig göröngyös úton haladó, de rohamos fejlődése a magyar fővárosnak (fővárosoknak) igényelte a rendőrség előrelépését is. Az államosítás – a testület minden nehézsége mellett – a modern rendőrség magvát vetette el, ami nagyon hamar szárba szökkent, megalapozva azt az eredményességet, amelyre méltán lehetett büszke a testület minden tagja. Az egyre hatékonyabban működő budapesti rendőrség már az 1880-as évek elején kiállta a nemzetközi összehasonlítás próbáját, bár még erős és jogos igény volt a folyamatos modernizálás, a szervezet, a felszerelés és az állomány tekintetében egyaránt.

## Megjelenítés a közönség felé
Az államosított fővárosi rendőrségről adott közre írásokat a Rendészeti Közlöny, és a Rendőri Lapok, ami az 1907/5. számtól Közbiztonság címmel került kiadásra.
Az első szakkönyv Tisza Miksa tollából származik. A „Magyarország rendőrségének története” címet viselő könyv 1913-ban Iglón, majd bővített kiadásban 1925-ben Pécsett jelent meg. Az egykori poprádi, majd szepesváraljai rendőrkapitány 1903-ban kezdte meg a feldolgozó munkához szükséges adatok, információk beszerzését. Esetében a kritika nem kerülte el a megírt művet, az alkalmazott módszereket és érintette tudományos felkészültségét is. Mentsége legyen, hogy szinte minden későbbi szerző hivatkozik rá, még bírálói is.
Dorning Henrik több rendőri beosztásban – budapesti főkapitány-helyettes, országos szaktanulmányi felügyelő –, előadásaiban és írásaiban többször foglalkozott a rendőrség intézményének fejlődésével is.
1910-től több alkalommal megjelent a „Közbiztonság almanachja”, a Magyar Rendőrtisztviselők Országos Egyesülete hivatalos lapjának, a Közbiztonságnak a gondozásában. E kiadványok hasznos tartalommal bírtak és bírnak, a kor és az utókor érdeklődő közönsége számára egyaránt.
Baksa János m. kir. államrendőrségi főtanácsos „A Rend” című folyóirat felelős szerkesztője, 1923-ban állította össze azt a „Rendőrségi almanach”-ot, amelyben főként a fővárosi állami rendőrség ötvenéves (1873-1923) történetét írták meg. A hat részből álló munka szerzői Baksa János és Vécsey Leo a „Magyarország” rendőri rovatvezetője. A vidéki rendőrség államosításáról Dorning Henrik készített 40 oldalas tanulmányt. A szépirodalmi részben Tábori Kornél és Rákosi Jenő emlékeztek meg régi pesti főkapitányokról.
1926-ban került a közönség elé „A 40 éves budapesti detektívtestület jubiláris albuma”, Vécsey Leo szerkesztésében. A testület történetén túl 25 detektívnovella, és detektívfőnökök által írt érdekességek láttak napvilágot, e visszapillantó kötetben.
Az ötvenéves Rendőri Sajtóirodának állított emléket, a Budapesti Napilapok Rendőri Rovatvezetőinek Szindikátusa „50 éves jubileumi évkönyve”. A sajtóiroda története mellett, e kiadványban is jutott hely a rendőrségi tudósítók novelláinak.
1942-ben jelent meg az addigi legátfogóbb feldolgozás „A 60 éves magyar rendőrség 1881-1941” címmel. Borbély Zoltán (Nemzeti Újság) és Kapy Rezső (Új Nemzedék) szerkesztéséhez, 16 újságíró adta segítségül szakmai tehetségét. A 600 oldalas könyv elején jelezték a szerzők a korábbi kitűnő munkák felhasználását, utaltak a rendelkezésre álló évi jelentések tartalmára és Vécsey azon fáradozására, amellyel „régi rendőrfőtisztek és tudós rendőrtisztviselők” elbeszéléseiből nyert – a feledéstől ily módon megmentve – ismereteket gyűjtötte.
A világháborúk között az 1921-ben napilapként indult, majd heti folyóirattá alakult REND, 1926-tól a RENDŐR – öt éven keresztül – és a havi 2 alkalommal megjelenő MAGYAR DETEKTÍV is közölt a fővárosi rendőrség történetével foglalkozó értékes írásokat. A harmincas évek közepétől a MAGYAR RENDŐR – mint a „Magyar Detektív” jogutóda – adott helyet a napi szakmai irodalom mellett, a testület múltjával foglalkozó tanulmányoknak, előadás szövegeknek, cikkeknek. A szerzők többsége a már említettek – Baksa, Dorning, Tábori, Vécsey – közül került ki.

## Feldolgozások 1945 után
1945 után a rendőrség maga is, de története különösen ritkán látott vendég volt a tollforgatók asztalán. A felsorolt műveket többnyire azért vették kézbe, hogy könyvtárak zárolt polcaira helyezzék, vagy – ami sokkal rosszabb – a zúzdák enyészetébe szállítsák. Az akkori jelen kutatása is inkább tiltást kapott, a jogi irodalom pedig egyszerűen elfeledkezett a rendőrség fejlődés-történetéről. A megjelent írások, dokumentum-gyűjtemények jobbára a politikai rendőrség tevékenységéről szóltak, illetőleg kicsengtek belőlük az aktuális politikai elvárások.
„Rendőrség, csendőrség, VKF 2.” címmel 1971-ben jelent meg Hollós Ervin kötete. 
A Budapesti Rendőr-főkapitányság 25 évéről 1970-ben készítettek egy összeállítást, a fővárosi rendőrség 2.világháború utáni történéseiből.
Az 1980-as évek egyre inkább meghozták a szakmatörténeti érdeklődést. A testület „kíváncsi” tagjai úgy vélték, jó tudni milyenek voltak az elődök, mikor jöttek létre a különböző szervek, hogyan fejlődtek, vannak-e hasznosítható tapasztalatok.
1984-ben Katona Géza a jogtudományok doktora – hosszú ideig rendőri vezető – tollából született egy színvonalas tanulmány a BM Könyvkiadónál. 
Szintén a BM Könyvkiadó tett közzé Szilvási Ferenc évszázados visszatekintéséből táplálkozó krónikákat.
A rendszerváltás hajnalán ébredeztek azok a publikációk, amelyek közelebb vittek a rendőrség múltjához. A könyvtárak szabad polcaira kikerültek a megmaradt kötetek, kutathatóvá váltak a levéltárak, irattárak vonatkozó anyagai, az antikváriumok kínálatában pedig megjelentek olyan munkák, amelyek az érdeklődők vérét ugyancsak megpezsdítették.
A nyolcvanas-kilencvenes évtized fordulóján megalakult a Szemere Bertalan Magyar Rendvédelem-történeti Tudományos Társaság, melynek tagjai rendszeresen szerveznek tudományos üléseket és tesznek közzé igényes – a témát körbejáró és magas színvonalon bemutató – írásokat.
A társaság és a Rendőrtiszti Főiskola együttműködésének egyik eredménye, a Parádi József főszerkesztői tevékenysége mellett további tíz érdemes szerző munkálkodásával, az 1994-ben megalkotott – s már több kiadást megért – könyv a magyar rendvédelem történetéről.
A társaság, elsősorban rendőrségtörténettel foglalkozó, egyik kutatója Ernyes Mihály több alkalommal is feldolgozta a fővárosi rendőrség egyes részterületeit. A magyar rendőrség történetét átfogó művének első kötetében szintén foglalkozott a témakörrel.  Az oktatás területén végzett munkássága kapcsán is érintette a fővárosi rendőrség szervezetét, történéseit. A 2.világháború utáni időszakot érintő kutatásai során részben feltárta a fővárosi rendőrség állományának viselkedését az 1956-os forradalom és szabadságharc idején.
Bodrácska János főkapitány szorgalmazására az 1990-es évek közepén, Kollár Nóra szerkesztésében, látott napvilágot a fővárosi rendőrség történetét 1914-jg, kellő alapossággal, részletesen feldolgozó, számtalan illusztrációval bemutató kiadvány. A szerzőknek a témakörbe tartozó több írása is megjelent. Horváth J. András a pesti főkapitány jogállásáról készített tanulmányt.
Sas Ferenc a közelmúltban két alkalommal, egyszer Rácz Lajossal, egy alkalommal pedig a Rendészettudományi Társaság felkérésére, feldolgozta a fővárosi rendőrség 1914 utáni történetét, de az írások teljességben történő közzétételére még nem került sor.